# Ludwig Bölkow
Ludwig Bölkow (30 de junio de 1912 - 25 de julio de 2003) fue uno de los pioneros aeronáuticos de Alemania.
Nacido en Schwerin, como hijo de un empleado de la compañía Fokker estudió ingeniería de aviación en Berlín. Durante la Segunda Guerra Mundial fue el ingeniero líder en Messerschmitt, construyendo el primer avión de reacción, el Me 262. 
Después de la guerra creó la Bölkow GmbH en Ottobrunn, que con el tiempo creció convirtiéndose en la mayor compañía aeronáutica y de vuelos espaciales, MBB (Messerschmitt-Bölkow-Blohm). A principios de los 90 fue comprada por DASA.